# 国家考古遗址公园
中华人民共和国的国家考古遗址公园，是指以重要考古遗址及其背景环境为主体，具有科研、教育、游憩等功能，在考古遗址保护和展示方面具有全国性示范意义的特定公共空间。国家文物局负责国家考古遗址公园的评定管理工作，先经该国家局批准立项，考古遗址公园符合若干条件且已初具规模后再开展评定工作。评定合格者，由国家文物局授予“国家考古遗址公园”称号，并向社会公布。至2022年12月，共有55处遗址公园被列入国家考古遗址公园，80处列入立项名单。
第一批国家考古遗址公园名单和国家考古遗址公园立项名单于2010年10月9日公布，分别有12项和23项。第二批国家考古遗址公园名单和国家考古遗址公园立项名单于2013年12月18日公布，分别有12项和31项。第三批国家考古遗址公园名单和国家考古遗址公园立项名单分别有12项和32项。第四批国家考古遗址公园名单和国家考古遗址公园立项名单分别有19项和32项。